# Qiongzhong
Qiongzhong är ett autonomt härad för li- och miaofolket i Hainan-provinsen i sydligaste Kina.